# Смирновка (Шиловский район)
Смирновка — заброшенная деревня в Шиловском районе Рязанской области в составе Аделинского сельского поселения.

## Географическое положение
Деревня Смирновка расположена на Окско-Донской равнине на левом берегу реки Чуфистовки в 26 км к северо-востоку от пгт Шилово. Расстояние от деревни до районного центра Шилово по автодороге — 32 км. 
Деревня окружена большими лесными массивами. Ближайшие населенные пункты — деревни Некрасовка, Крыловка, Сергиевка 1-я и Красный Хутор.

## Население
В настоящее время деревня Смирновка представляет собой опустевший населённый пункт. В летний период здесь проживают дачники.

## Происхождение названия
По версии михайловских краеведов И. Журкина, Б. Катагощина деревня получила свое название по фамилии первопоселенца Смирнова.

## История
Деревня Смирновка возникла в начале 1930-х гг. как выселки крестьян из близлежащей деревни Сергиевка 1. В основанной в лесном массиве деревне организовали колхоз имени К.Е. Ворошилова.
В деревне Смирновка были клуб, начальная школа, магазин. В 1960 г. местный колхоз был присоединен к совхозу имени А.И. Микояна (село Аделино).